# Carl Gustaf Ekeberg
Pour les articles homonymes, voir Ekeberg.
Carl Gustaf Ekeberg, né le 10 juin 1716 à Djursholm, et mort 4 avril 1784 à Altomta dans la paroisse de Tensta, est un navigateur, cartographe, médecin et pharmacien suédois,. Intéressé par l'histoire naturelle, il ramène de ses voyages de nombreux spécimens à Carl von Linné et à d'autres collectionneurs.

## Biographie

### Jeunesse
Carl Gustaf Ekeberg est né à Djursholm, dans l'Uppland, le 10 janvier 1716,. Il est le fils du chambellan Gustaf Ekeberg et de Catharina Ebba Fast. Il étudie la médecine à l'université d'Uppsala de 1726 à 1729,. En 1730, alors qu'il est toujours étudiant, il devient l'élève du pharmacien G. Wessel à Västerås, dans le Västmanland. Au cours de ces six années d'études dans cette ville, il acquiert également des connaissances en médecine. En 1737-1738, il travaille dans une pharmacie à Turku, où il poursuit en parallèle ses études à l'Académie.  
Les connaissances acquises par Carl Gustaf Ekeberg pendant ses études lui permettent de rejoindre à deux reprises l'équipage d'un navire marchand en route vers l'Espagne en tant que médecin de bord. Il devient rapidement un expert de la navigation. Après avoir été employé par la Marine royale suédoise, il est engagé en 1742 par la Compagnie suédoise des Indes orientales.  

### Carrière à la Compagnie suédoise des Indes orientales
Il fait, selon les sources, entre neuf et douze voyages aux Indes orientales et en Chine entre 1742 et 1778 et est considéré comme l'un des Suédois de l'époque connaissant le mieux la Chine. Lors de son premier voyage pour le compte de la Compagnie suédoise des Indes orientales (1742-1745), le navigateur connaît des difficultés, doit d'abord faire escale en Norvège, puis rester six mois en Annam, avant d'enfin arriver à Canton. Pendant le trajet du retour, il assure la fonction de second en raison, notamment, du décès du capitaine.   
Il repart la même année, en 1745, à bord du Stockholm, mais le bateau fait naufrage au large des Shetland. Il parvient à rejoindre la côte sur un débris du navire et passe les mois suivants à étudier l'histoire naturelle de l'archipel. En décembre 1746, il embarque à bord du Götha Lejon et se rend jusqu'à Canton, y restant toute l'année 1748 et revenant en Suède le 20 juin 1749. La même année, il est promu au rang de capitaine. Il aura la réputation d'être un capitaine humain, n'usant pas volontiers des châtiments corporels contre son équipage. En 1750-1751, il emmène le vieux navire de la Compagnie Freden à Cadix où il le vend et rentre en Suède à bord d'un autre navire.  
Dans les années suivantes, il se rend à trois reprises en Chine, aux commandes du Hoppet (1751-1754), du Sophia Albertina (1755-1758) et du Frédéric Adolphe. Entretemps, en 1760, il rachète les trois fermes existant alors à Altomta, dans la paroisse de Tensta, les réunit en une seule et se fait bâtir une maison où il passe la fin de savie,,. Il y procède à un certain nombre d'améliorations foncières, effectuant notamment des travaux de drainage et y introduisant de nouvelles cultures telles que la Glycérie aquatique (Glyceria maxima), le Saule des vanniers (Salix viminalis) ou le Trèfle hybride (Trifolium hybridum). Il introduit également des espèces plus exotiques telles que le Blé dur (Triticum durum) provenant de Sicile, une variété égyptienne de Seigle et une variété chinoise de Radis fourrager destinée à produire de l'huile. Il fait régulièrement part de ses expériences à l'Académie royale des sciences de Suède.  
Ekeberg est élu membre de cette Académie le 20 mai 1761,. Il était déjà membre des amis de l'Académie depuis 1750, lui avait remis ses différents journaux de voyage et s'était vu décerner en 1757 la médaille Fredric Sparre. La même année, il a rédigé pour l'Académie un traité sur l'agriculture en Chine qui sera traduit en allemand, anglais et français,. Son statut de propriétaire terrien dans l'Uppland et son appartenance à l'Académie lui donnent l'occasion de rencontrer le naturaliste Carl von Linné et de s'en rapprocher.  
En 1762-1763, alors qu'il est capitaine à bord du Finland, son navire se prend dans la vase du détroit de Bangka et son équipage, recruté à Cadix, ne lui obéit qu'avec difficulté. À l'issue de ce voyage, il ramène à Linné les spécimens collectés par le gouverneur du Cap, Ryk Tulbagh, de qui il obtiendra également, plus tard, la permission pour son voisin et élève de Linné Anders Sparrman de venir y conduire des recherches. C'est également à ce moment qu'il ramène un arbre à thé vivant de Chine en Suède, que Linné et son élève Sparrman essaient sans succès de naturaliser en Suède,,. Il ramènera également des spécimens d'histoire naturelle de ses voyages pour d'autres collectionneurs, tels que les frères Bengt et Peter Jonas Bergius et pour Anders Jahan Retzius.  
Ekeberg passe les années 1763 à 1765 en Suède, mais reprend la mer en décembre 1765 aux commandes du Stockholm Slott, emmenant avec lui le jeune Anders Sparrman. Ce voyage est l'un des plus rentables de l'histoire de la Compagnie suédoise des Indes orientales avec des dividendes de 97.66%. Pendant ce voyage, il rachète la liberté d'un garçon malais qui avait été réduit en esclavage par des Néerlandais et le ramène en Suède où le garçon apprend le suédois et est baptisé le 15 octobre 1769,. Nommé Johan Pehr Gustav Philander, il passera sa vie en Suède, se mariant deux fois et ayant six enfants et travaillant notamment dans les jardins de Drottningholm. Ekeberg profite également du voyage pour prendre des mesures qui aident le physicien Johan Carl Wilcke dans ses travaux sur l'inclinaison magnétique. Il prendra de nouvelles mesures avec des instruments perfectionnés par Wilcke lors de ses trois derniers voyages. Wilcke a souligné qu'Ekeberg est la personne qui avait apporté la plus grande contribution à ses travaux.  
En 1769-1771, il réalise un nouveau voyage en Chine aux commandes du Finland. Ce voyage est resté célèbre parce que l'écrivain suédois Jacob Wallenberg (1746-1778) y a écrit son livre Mon fils sur la galère. Ekeberg lui-même a également laissé un récent, des illustrations et des cartes de ce voyage. Il effectue encore deux voyages vers la Chine, à bord du Sophia Magdalena, en 1774-1775 et en 1777-1778. Le 12 janvier 1778, il quitte Canton pour la dernière fois.  
Carl Gustaf Ekeberg a également contribué à l'amélioration des connaissances cartographiques de l'itinéraire reliant l'Europe et la Chine. En 1773, il est ainsi le premier à cartographier la Baie False, dans l'actuelle Afrique du Sud. L'année suivante, il dédie une carte de la côte sud de l'île de Java à Jean Abraham Grill, le directeur de la Compagnie suédoise des Indes orientales. Pour réaliser cette carte, il s'est probablement basé sur une carte plus ancienne dessinée en 1739 par Paulus Pauluszoon, un cartographe suédois travaillant pour la Compagnie néerlandaise des Indes orientales, mais également sur des cartes françaises et anglaises. 

### Famille
Carl Gustaf Ekeberg épouse en 1744 Hedvig Erlant (1719-1809), fille de Nils Erlant, relieur à Linköping, et Anna Maria Höjer. Il est par ailleurs l'oncle du chimiste Anders Gustaf Ekeberg.

## Hommages

### Prix et distinctions
- 1757 - Prix Fredric Sparre de l'Académie des sciences de Stockholm[1].
- 1777 -  Chevalier de l'ordre de Vasa[5].

### Taxon d'honneur
L'arbre Ekebergia capensis, de la famille Meliaceae, est nommé en son honneur pour avoir parrainé les voyages du naturaliste suédois et découvreur de l'espèce Anders Sparrman en Afrique. L'Ekebergia capensis peut-être retrouvé dans les côtes Sud et Est du continent africain.

## Publications
- Capitaine Carl Gustav Ekebergs ostindiska resa, åren 1770 och 1771, Stockholm, 1773
- Précis historique de l'économie rurale des Chinois, présenté à l'Academie royale des sciences de Suede, Les frères Reycends, Milan, 1771
- Försök til en magnetisk inclinations charta, Stockholm, 1768
- Tal om hafvets strömar; hållet för kongl, Stockholm, 1768
- Reise nach Ostindien und China, Johann Christian Koppe, Rostock, 1765
- Ön Ferdinando Noronho, besökt år 1760, med Svenska ost-indiska compagniets skepp, Prins Fredric Adolf, 1761
- Underrättelse om tutanego, 1756
- Kort berättelse om den chinesiska landt-hushåldningen, 1756
- Berättelse om et norrsken, som observerades på utresan med Ostindiska compagniets skepp Sophia Albertina den 30 jan 1755, 1757

#### Articles consacrés à Carl Gustaf Ekeberg
- (sv) Carl Forsstrand, « Carl Gustaf Ekeberg, hans färder till Ostindien och Kina, naturvetenskapliga intressen och förbindelser med Linné », Svenska Linnésällskapet,‎ 1928, p. 147-161
- (sv) Lena Hansson, « Carl Gustaf Ekeberg - kapten, kartograf och försöksodlare », dans Gunnar Broberg, Davud Dunér et Roland Moberg, Anders Sparrman - Linnean, världresenär, fattigläkare, Uppsala, Linnésällskapet, 2012, 285 p. (ISBN 978-91-85601-42-4), p. 57-68
- (sv) Bengt Hildebrand et Kurt Molin, « Carl Gustav Ekeberg », sur Svenskt Biografiskt Lexikon, 1949 (consulté le 12 août 2020)
- (en) J. Rourke, « Carl Gustav Ekeberg and the rise of Swedish botanical influence at the Cape », Veld & Flora,‎ décembre 1980, p. 110-112 (lire en ligne)